# Alben W. Barkley
Alben W. Barkley (n. 24 noiembrie 1877 - d. 30 aprilie 1956) a fost un politician american, vicepreședinte al Statelor Unite ale Americii între 1955 și 1956.